# Kawasaki Ki-10
Le Kawasaki Ki-10 est un chasseur japonais de l'entre-deux-guerres.